# أرامكو لأعمال الخليج (شركة)
شركة أرامكو لأعمال الخليج هي شركة تابعة لشركة أرامكو السعودية، تأسست في 07 فبراير 2000، وتتولى إدارة حصة المملكة العربية السعودية في إنتاج النفط والمنتجات الهيدروكربونية الأخرى في المنطقة السعودية الكويتية المحايدة والتي تشمل حقول النفط التالية: حقل الخفجي، حقل الحوت، حقل لولو، حقل الدرة وذلك بعد انتهاء عقد شركة الزيت العربية المحدودة. ويقدر إنتاج الشركة بحوالي 350 آلف برميل يوميا وتمتلك حصة في شركة عمليات الخفجي المشتركة بالشراكة مع الشركة الكويتية لنفط الخليج.

## وصلات خارجية
- الموقع الرسمي